# Hemaiag Bedros XVII Guedigujan
Hemaiag Bedros XVII Guedigujan (ur. 2 października 1905, zm. 28 listopada 1998) – duchowny ormiańskokatolicki, święcenia kapłańskie przyjął w 1930. Arcybiskup tytularny Chersonesus in Zechia (1971-1976). Patriarcha Cylicji od 1976. Przeszedł na emeryturę w 1982.